# Steffen Vogel

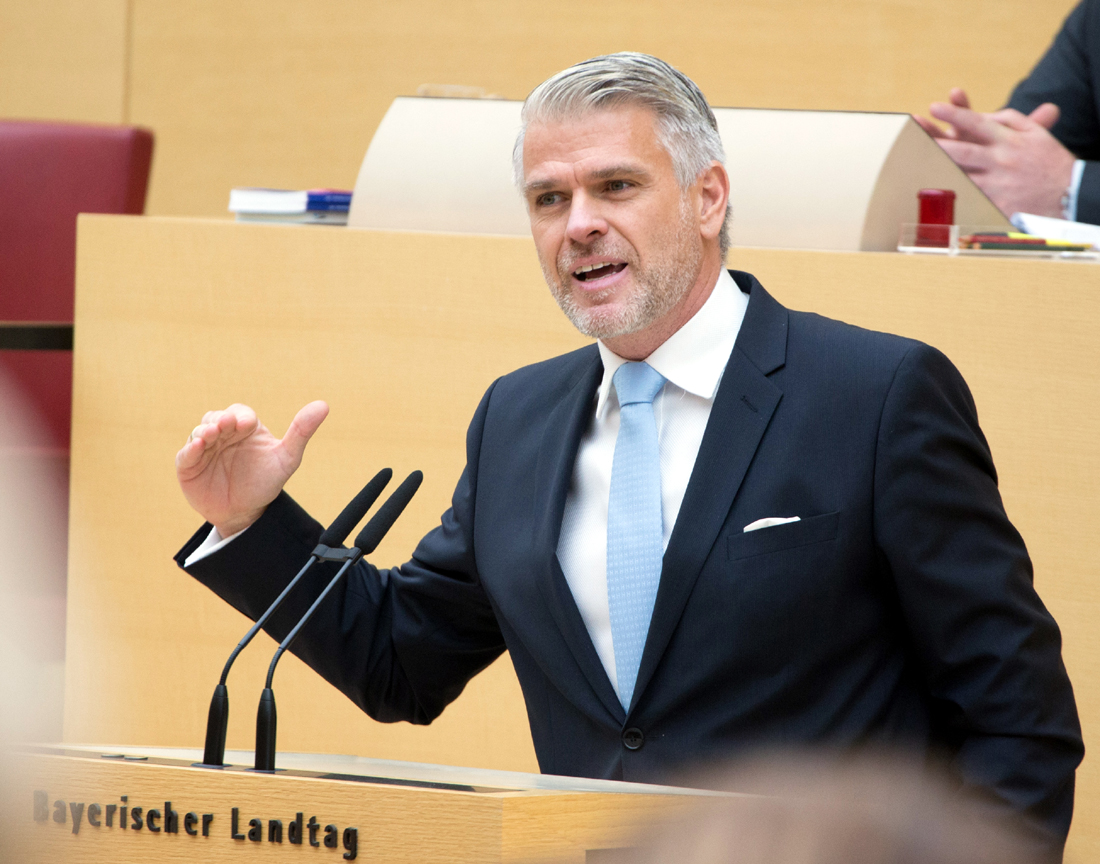
Steffen Vogel (2019)

Steffen Vogel (* 23. Juni 1974 in Coburg) ist ein deutscher Politiker (CSU). Er ist seit Oktober 2013 Mitglied des Bayerischen Landtags.

## Ausbildung und Beruf
Vogel wuchs in Wasmuthhausen auf. Er besuchte vier Jahre die Grundschule in Ermershausen und legte am Friedrich-Rückert-Gymnasium in Ebern das Abitur ab. Nach dem Grundwehrdienst studierte er Rechtswissenschaften und parallel Politische Wissenschaften und Soziologie an der Julius-Maximilians-Universität Würzburg. Das Jurastudium schloss Vogel mit dem 1. Juristischen Staatsexamen ab und das Studium der Politischen Wissenschaften mit dem Abschluss des Magister Artium (M.A.). Neben dem juristischen Referendariat vertiefte er seine Ausbildung mit dem Aufbaustudiengang „Europäisches Wirtschaftsrecht“ an der Julius-Maximilians-Universität Würzburg mit dem Abschluss des LL.M. Während des Studiums wurde Vogel Mitglied der Burschenschaft Adelphia Würzburg, der er heute als Alter Herr angehört.
Bereits während seiner Zeit als Referendar arbeitete Vogel in einer Rechtsanwaltskanzlei in Schweinfurt. Nach erfolgreichem Ablegen der zweiten juristischen Staatsprüfung begann Vogel dort eine Tätigkeit als Rechtsanwalt. Seit Januar 2012 ist er Fachanwalt für Arbeitsrecht, seit August 2012 Fachanwalt für Verkehrsrecht und seit Februar 2014 Fachanwalt für Strafrecht. Im Oktober 2012 wechselte er innerhalb von Schweinfurt die Kanzlei, im April 2017 wechselte er nach Haßfurt.
Zwischen 2007 und 2013 war Vogel für die Hanns-Seidel-Stiftung (HSS) in mehr als 200 Seminaren als Referent zu juristischen und politischen Themen bayernweit in Außenseminaren und in den Bildungszentren in Kloster Banz und Wildbad Kreuth tätig.

## Parteilaufbahn
Seine politische Laufbahn begann er 1994 mit dem Eintritt in die Junge Union und in die CSU. Von 1996 bis 2002 war er Vorsitzender der Jungen Union Maroldsweisach, von 1997 bis 2003 Kreisvorsitzender der Jungen Union Haßberge und von 2003 bis 2009 Bezirksvorsitzender der Jungen Union Unterfranken. Steffen Vogel ist Ehrenkreisvorsitzender der Jungen Union Haßberge. Seit dem 11. September 2022 ist er zudem noch Vorsitzender des Kreisverbandes der Mittelstandsunion Haßberge.
Von 1997 bis 2005 war er Kreisgeschäftsführer der CSU-Haßberge. Seit 2009 ist er Vorsitzender des CSU-Kreisverbandes Haßberge und seit 2003 auch Mitglied im Vorstand der CSU-Unterfranken. Nachdem Vogel noch im März 2022 in einer Kandidatur um den Vorsitz des CSU-Arbeitskreises Wirtschaft gegen Ex-Bauministerin Kerstin Schreyer unterlegen war, wurde er im Juli 2022 als Nachfolger von Gerhard Eck Vorsitzender des Bezirks Unterfranken der CSU. Da die CSU-Satzung ausschließt gleichzeitig Vorsitzender eines Bezirksverbandes und eines Kreisverbandes zu sein, gab er am 13. September 2022 sein Vorstandsamt im Kreisverband Haßberge auf. Als Nachfolgerin wurde seine bisherige Stellvertreterin und ehemalige Bundesstaatssekretärin Dorothee Bär gewählt.
Vogel ist seit 2014 stellvertretender Bezirksvorsitzender der Mittelstands-Union Unterfranken.

## Kommunalpolitische Mandate
Von 1996 bis 2008 war er Gemeinderat in Maroldsweisach und von 2002 bis 2008 2. Bürgermeister. Seit 2002 ist er Mitglied im Kreistag des Landkreises Haßberge. Von 2002 bis 2014 war er Fraktionsvorsitzender der Jungen Liste (JL) und seit 2020 Fraktionsvorsitzender der CSU-Fraktion.

## Abgeordnetentätigkeit
Bei der Landtagswahl 2008 erhielt er 18.355 Stimmen, verpasste jedoch den Einzug in den Bayerischen Landtag. Im Juli 2012 wurde er mit 66 von 119 Delegiertenstimmen als Nachfolger für den nicht mehr kandidierenden Bernd Weiß auf dem Direktmandat im Stimmkreis Haßberge, Rhön-Grabfeld bei der Landtagswahl 2013 gewählt. Der Einzug in den Landtag gelang am 15. September 2013 mit 52,3 % der Erststimmen, bei der Landtagswahl 2018 mit 46,9 % der Erststimmen und bei der Landtagswahl 2023 mit 46,6 % der Erststimmen.
In der 17. Wahlperiode des Bayerischen Landtags (2013–2018) saß er im Ausschuss für Arbeit und Soziales, Jugend, Familie und Integration und im Ausschuss für Gesundheit und Pflege. In der 18. Wahlperiode (2018–2023) war er Mitglied des Mitglied des Ältestenrates des Landtages. Bis März 2022 saß er im Ausschuss für Staatshaushalt und Finanzfragen, seit April 2022 ist er Mitglied im Ausschuss für Wirtschaft, Landesentwicklung, Energie, Medien und Digitalisierung ab April 2022. Vogel ist seit Beginn der 19. Wahlperiode (seit 2023) Vorsitzender des Parlamentarischen Kontrollgremiums und der G10-Kommission im Bayerischen Landtag. Seit dem Beginn der Arbeit (Juli 2024) der Enquete-Kommission „Potenziale in Gesellschaft, Wirtschaft und Verwaltung entfesseln – Das Leben leichter machen, Bürokratie abbauen, den Staat neu denken“ leitet Steffen Vogel die Kommission als Vorsitzender.

## Ehrenamtliches Engagement
Von 2010 bis 2014 war Vogel Vorstandssprecher der IHK-Wirtschaftsjunioren Haßberge (WJ). Für sein Engagement erhielt Steffen Vogel die Goldene Ehrennadel der Wirtschaftsjunioren Deutschlands.

## Privates
Vogel ist evangelisch, in zweiter Ehe verheiratet und hat drei Kinder. Er lebt mit seiner Frau und dem gemeinsamen Sohn in Obertheres.